# Породична кућа Ђорђа Манојловића
Породична кућа Ђорђа Манојловића се налази у Суботици, у улици Корзо број 12. Подигнута је 1881. године и као заштићено непокретно културно добро има статус споменика културе од великог значаја.
Саграђена је према пројекту архитекте Титуса Мачковића, као угаона грађевина у еклектичном духу са елементима зреле ренесансе. Има подрум, приземље и спрат, са каменим соклом који је обрађен клесаним квадерима. Приземље куће је обложено вештачким каменом са дубоким фугама. Спрат је благо истурен на кордонском венцу, док је цело зидно платно, сем лођете, завршено ренесансним венцем на истуреним конзолама. Хоризонтална и вертикална разуђеност постигнута је соклом, венцем између приземља и спрата и кровним венцем, као и ризалитима из улица Корзо и Ђ. Ђаковића. На углу спрата је лођета са обрађеним парапетом, лучним прозорима и низом аркада, а завршена плитким венцем са атиком. Прозори приземља су правоугаони са натпрозорницима у облику заравњеног лука, на спрату су надвишени архитравом, а на ризалитима троугластим тимпанонима.
Конзерваторски радови обављени су 1995. и 2004. године.